# Lamberto Leoni
Lamberto Leoni (n. 24 mai 1953) este un fost pilot italian de Formula 1 care a evoluat în Campionatul Mondial între anii 1977 și 1978.